# Max Raffler
Max Raffler (* 8. Oktober 1902 in Greifenberg am Ammersee; † 1988 ebenda) war ein bayerischer Landwirt und Maler. Sein Werk ist der sogenannten naiven Kunst zuzuordnen.

## Leben
Max Raffler war Sohn eines Landwirts; sein Vater war zudem über längere Zeit Bürgermeister des Dorfes. Nach dem Tod der Eltern übernahm Max Raffler gemeinsam mit seinen Schwestern den elterlichen Hof. Bereits in der Kindheit begann er autodidaktisch zu zeichnen und zu malen, wobei er häufig auf improvisierte Malgründe wie Packpapier oder alte Formulare zurückgriff. Viele seiner frühen Arbeiten wurden von Familienmitgliedern vernichtet, da seinem künstlerischen Interesse mit Ablehnung begegnet wurde. Auch frühe von ihm verfasste Gedichte gelten als verschollen.
Trotz familiärer Widerstände setzte Raffler seine künstlerische Tätigkeit fort. Zunächst konzentrierte er sich auf bäuerlich-ländliche Motive; später erweiterte er sein Repertoire um biblische Themen. Weitere Inspiration bezog er aus Elementen der volkstümlichen Kunst, darunter barocke Stuckarbeiten, Schnitz- und Hinterglasmalerei, Wegkreuze und Votivbilder.
Sein Werk ist stark autobiografisch geprägt; er wählte ausschließlich Sujets, zu denen eine persönliche Beziehung bestand. Dazu zählten Gegenstände des täglichen Lebens, landwirtschaftliche Geräte, Bräuche, Feste, Prozessionen sowie die umgebende Landschaft, Flora und Fauna.
In den 1960er-Jahren wurde der Künstler Toni Roth, zeitweilig Dozent an der Akademie der Bildenden Künste München, auf Rafflers Arbeiten aufmerksam und setzte sich für deren öffentliche Rezeption ein. In der Folge wurde eine Ausstellung im Münchner Kunstverein realisiert. Rafflers Motive erschienen zudem regelmäßig in Form von Kalendern und Kunstdrucken.
Er nahm außerdem an dem in Amsterdam ausgeschriebenen Wettbewerb Der Sonntagsmaler und sein schönstes Bild teil, an dem 3.647 autodidaktische Künstler beteiligt waren; Raffler wurde hier mit dem zweiten Preis ausgezeichnet. In der Folge erlangte er überregionale Bekanntheit. Es folgten Ausstellungen in Amsterdam, Hamburg, Frankfurt am Main und Recklinghausen. Seine Werke wurden in zahlreichen Bildbänden publiziert und in mehreren Kulturfilmen dokumentiert.
Arbeiten Rafflers sind unter anderem Teil der Sammlung Zander, Köln.

## Zitate zu seinem Werk
„Wie alle echten Naiven malt Raffler, wozu er eine persönliche Beziehung hat: die Dinge, die ihn umgeben, die für sein Leben von Bedeutung sind - das können Gegenstände des Alltags sein, bäuerliches Gerät, Arbeiten und Gebräuche, Festtage und Prozessionen, biblische Geschichten, die Landschaft, in der er lebt, Blumen und Wiesenkräuter, Tiere des Hofes und in der Natur. In all diesen Bildern kommt eine stille Beobachtungsgabe, eine tiefe Verbundenheit mit dem Dargestellten zum Ausdruck und die Fähigkeit, den Dingen und Begebenheiten mit feinem Farbempfinden auf Dauer im gemalten Bild Gestalt zu geben.“

„Noch in hohem Alter war er ein Vielmaler; Galeristen trieben die Preise für seine Bilder in atemraubende Höhen, und Raffler malte nach Katalog und nahm Bestellungen an. Trotz seines erschöpfenden Gesamtwerks strahlen die Bilder bis heute Authentisches aus.“

## Gedächtnisausstellungen
Anlässlich seines 20. Todestages richtete das Buchheim Museum der Phantasie in Bernried am Starnberger See im Herbst 2008 eine Kabinettausstellung unter dem Titel „Max Raffler, der malende Bauer vom Ammersee“ aus. Noch im gleichen Jahr folgte eine Gedächtnisausstellung „Max Raffler, Maler und Bauer“, im Neuen Stadtmuseum Landsberg am Lech.